# Зубутли-Миатлинский сельсовет
Зубутли-Миатлинский сельсовет  — административно-территориальная единица и муниципальное образование со статусом сельского поселения в Кизилюртовском районе Дагестана Российской Федерации.
Административный центр — село Зубутли-Миатли.

## Население
| 2002  | 2010  | 2012  | 2013  | 2014  | 2015  | 2016  |
| ----- | ----- | ----- | ----- | ----- | ----- | ----- |
| 4992  | ↗5327 | ↗5409 | ↗5451 | ↗5484 | ↗5554 | ↗5630 |
| 2017  | 2018  | 2019  | 2020  | 2021  | 2023  | 2024  |
| ↗5660 | ↗5718 | ↗5772 | ↗5834 | ↗6361 | ↗6413 | ↗6475 |
| 2025  |       |       |       |       |       |       |
| ↗6519 |       |       |       |       |       |       |

## Состав
| № | Населённый пункт | Тип населённого пункта       | Население |
| - | ---------------- | ---------------------------- | --------- |
| 1 | Зубутли-Миатли   | село, административный центр | ↗5215     |
| 2 | Новое Гадари     | село                         | ↗1146     |